# لا غارن كولمب
لا غارن كولمب هي بلدية تقع شمال غرب باريس،فرنسا.